# Парахневич, Виталий Валерьевич
Виталий Валерьевич Парахневич (4 мая 1969, Донецк, Украинская ССР, СССР) — советский и украинский футболист, нападающий.

## Биография
Начинал играть в донецкой школе «Шахтера» первый тренер — П. А. Пономаренко. Позже Парахневич был взят на сборы в «Нефтяник» из Ахтырки, за который в 1987 году играл во второй лиге. Армейскую службу проходил в 1988—1989 в клубе СКА (Одесса), в котором отыграл ещё два года. В чемпионате Украины играл за «Ниву» Тернополь, одесские СКА и «Черноморец».
Зимой 1994 года Парахневич собирался заключить контракт в Израиле, но из-за конфликта между двумя израильскими клубами перешёл в российский «Локомотив» Москва. Отыграл в клубе 10 игр, после чего из-за дисквалификации выступал за дубль. Но и там получил красную карточку и, чтобы иметь игровую практику, принял предложение главного тренера «Локомотива» Юрия Сёмина поехать через РА «Совинтерспорт» в Южную Корею, чтобы выступать на правах аренды за клуб «Чонбук Хёндэ Дайнос». Клуб вскоре выкупил контракт Парахневича. В 1998 он перешёл в команду «Сувон Самсунг Блюуингз», с которой выиграл по два чемпионства и Кубка Лиги, два Суперкубка Кореи, вышел в финал азиатской Лиги чемпионов.
В 2001—2002 годах играл в корейских клубах «Анян Эл-Джи Читас» и «Пучхон СК» и в японском «Сёнан Бельмаре». В 2003 вернулся на Украину, где играл за «Черноморец» и «Днестр» Овидиополь.
В 1997 году провёл один матч за сборную Таджикистана.
В 2010-х работал помощником главного тренера в молдавском клубе «Нистру» (Отачь).

## Достижения[2]
- Чемпион Кореи (2): 1998, 1999.
- Обладатель Кубка Украины: 1994.
- Серебряный призёр чемпионата Украины: 1995.
- Серебряный призёр чемпионата России: 1995.
- Бронзовый призёр чемпионата Украины (2): 1992/1993, 1993/1994.